# 6-Stunden-Rennen von Imola 2025

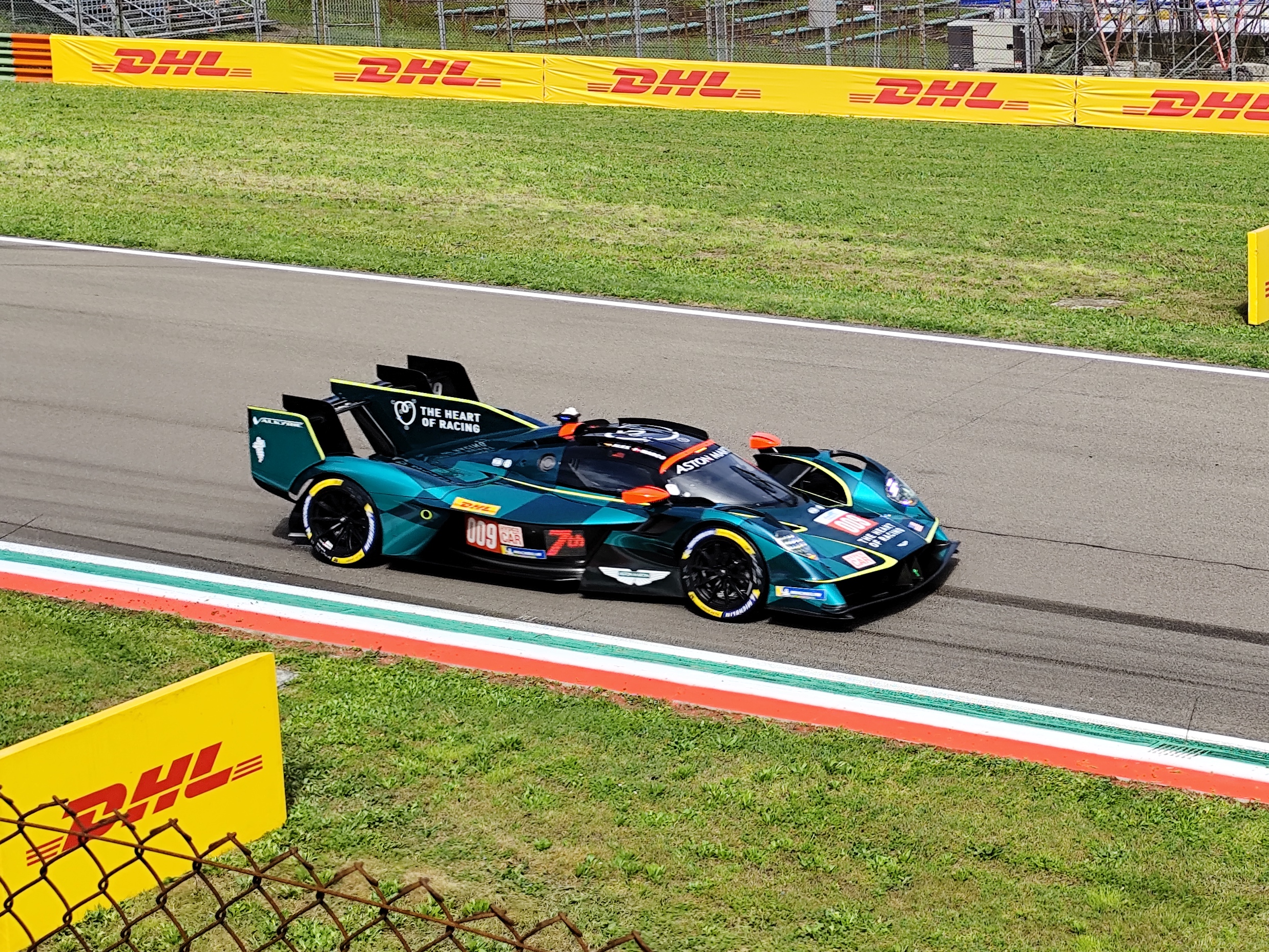
17. Gesamtrang für den Aston Martin Valkyrie AMR-LMH von Alex Riberas und Marco Sørensen

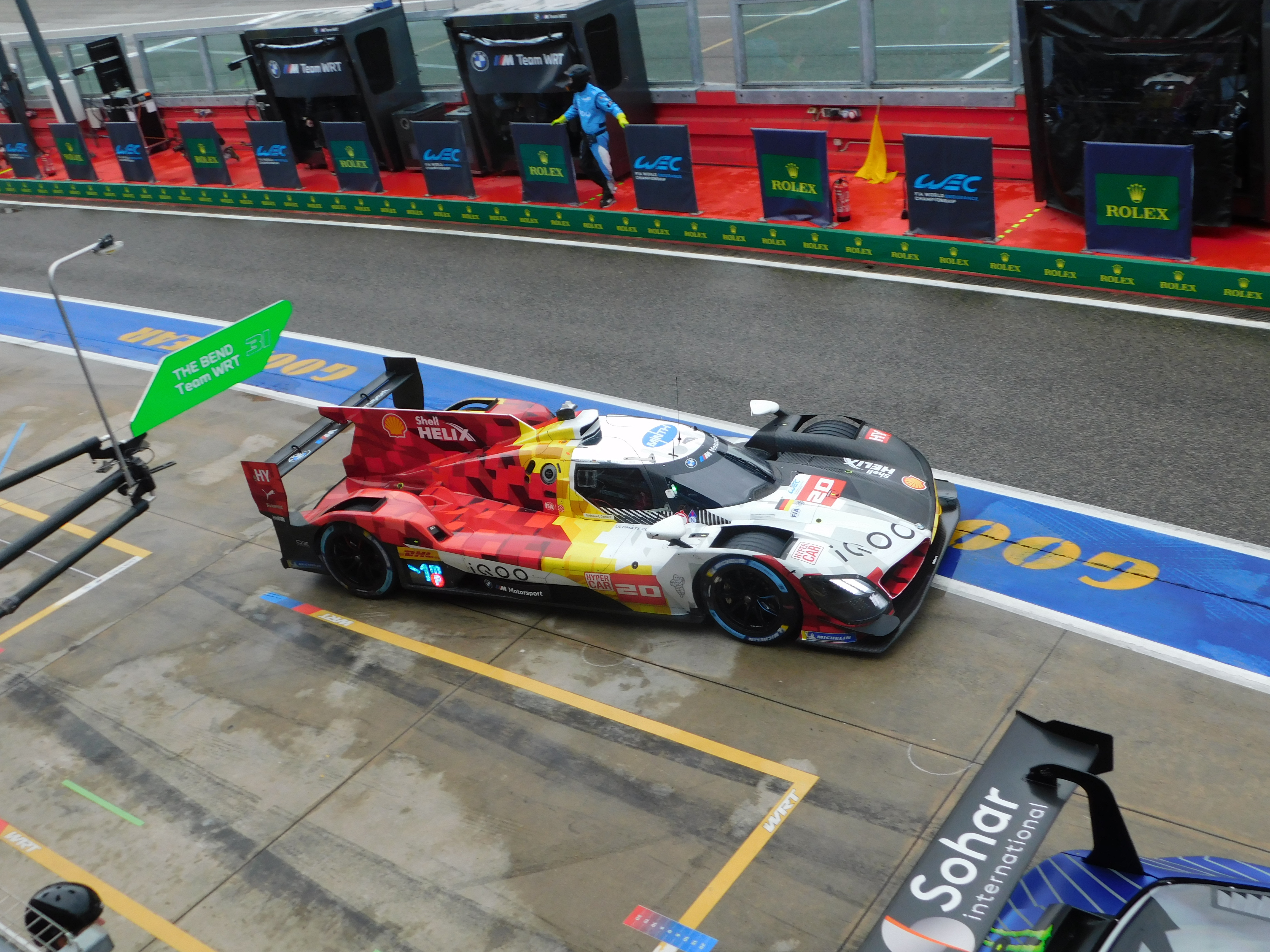
Der BMW M Hybrid V8 von Robin Frijns, René Rast und Sheldon van der Linde in den Boxen

Das 6-Stunden-Rennen von Imola 2025, auch 6 Hours of Imola 2025, fand am 20. April auf dem Autodromo Enzo e Dino Ferrari statt und war der zweite Wertungslauf der FIA-Langstrecken-Weltmeisterschaft dieses Jahres.

## Das Rennen
Nach dem Dreifachsieg beim Saisoneröffnungsrennen in Katar und erneut begünstigt durch die Balance of Performance erwartete man vor dem Rennstart die totale Dominanz der Ferrari 499P. Diesmal konnten die Ferraris den Vorteil allerdings nicht voll nutzen. Der Wagen mit der Nummer 83 hatte Pech bei zwei Safety-Car-Phasen und beim 499P mit der Nummer 50 verhinderten Fahrfehler von Antonio Fuoco im Qualifikationstraining und im Rennen eine bessere Platzierung. Dennoch gab es einen Ferrari-Gesamtsieg, herausgefahren von James Calado, Antonio Giovinazzi und Alessandro Pier Guidi im Fahrzeug mit der Nummer 51.

## Ergebnisse

### Schlussklassement
| 1           | LMH   | 51  | Ferrari AF Corse          | James Calado Antonio Giovinazzi Alessandro Pier Guidi | Ferrari 499P                     | 212 |
| 2           | LMH   | 20  | BMW M Team WRT            | Robin Frijns René Rast Sheldon van der Linde          | BMW M Hybrid V8                  | 212 |
| 3           | LMH   | 36  | Alpine Endurance Team     | Jules Gounon Frédéric Makowiecki Mick Schumacher      | Alpine A424                      | 212 |
| 4           | LMH   | 83  | AF Corse                  | Philip Hanson Robert Kubica Ye Yifei                  | Ferrari 499P                     | 212 |
| 5           | LMH   | 8   | Toyota Gazoo Racing       | Sébastien Buemi Brendon Hartley Ryō Hirakawa          | Toyota GR010 Hybrid              | 212 |
| 6           | LMH   | 15  | BMW M Team WRT            | Kevin Magnussen Raffaele Marciello Dries Vanthoor     | BMW M Hybrid V8                  | 212 |
| 7           | LMH   | 7   | Toyota Gazoo Racing       | Mike Conway Kamui Kobayashi Nyck de Vries             | Toyota GR010 Hybrid              | 212 |
| 8           | LMH   | 6   | Porsche Penske Motorsport | Matt Campbell Kévin Estre Laurens Vanthoor            | Porsche 963                      | 212 |
| 9           | LMH   | 93  | Peugeot TotalEnergies     | Mikkel Jensen Paul di Resta Jean-Éric Vergne          | Peugeot 9X8 2024                 | 212 |
| 10          | LMH   | 12  | Cadillac Hertz Team Jota  | Alex Lynn Norman Nato Will Stevens                    | Cadillac V-Series.R              | 212 |
| 11          | LMH   | 5   | Porsche Penske Motorsport | Julien Andlauer Michael Christensen Mathieu Jaminet   | Porsche 963                      | 212 |
| 12          | LMH   | 94  | Peugeot TotalEnergies     | Loïc Duval Malthe Jakobsen Stoffel Vandoorne          | Peugeot 9X8 2024                 | 212 |
| 13          | LMH   | 35  | Alpine Endurance Team     | Paul-Loup Chatin Ferdinand Habsburg Charles Milesi    | Alpine A424                      | 212 |
| 14          | LMH   | 99  | Proton Competition        | Neel Jani Nico Pino Nicolás Varrone                   | Porsche 963                      | 212 |
| 15          | LMH   | 50  | Ferrari AF Corse          | Antonio Fuoco Miguel Molina Nicklas Nielsen           | Ferrari 499P                     | 211 |
| 16          | LMH   | 38  | Cadillac Hertz Team Jota  | Earl Bamber Sébastien Bourdais Jenson Button          | Cadillac V-Series.R              | 210 |
| 17          | LMH   | 009 | Aston Martin THOR Team    | Alex Riberas Marco Sørensen                           | Aston Martin Valkyrie AMR-LMH    | 208 |
| 18          | LMH   | 007 | Aston Martin THOR Team    | Tom Gamble Harry Tincknell                            | Aston Martin Valkyrie AMR-LMH    | 208 |
| 19          | LMGT3 | 92  | Manthey 1st Phorm         | Ryan Hardwick Richard Lietz Riccardo Pera             | Porsche 911 GT3 R LMGT3          | 193 |
| 20          | LMGT3 | 46  | Team WRT                  | Ahmad Al Harthy Valentino Rossi Kelvin van der Linde  | BMW M4 GT3                       | 193 |
| 21          | LMGT3 | 78  | Akkodis ASP Team          | Esteban Masson Finn Gehrsitz Arnold Robin             | Lexus RC F GT3                   | 193 |
| 22          | LMGT3 | 87  | Akkodis ASP Team          | José María López Clemens Schmid Răzvan Umbrărescu     | Lexus RC F GT3                   | 193 |
| 23          | LMGT3 | 54  | Vista AF Corse            | Francesco Castellacci Thomas Flohr Davide Rigon       | Ferrari 296 GT3                  | 192 |
| 24          | LMGT3 | 81  | TF Sport                  | Rui Andrade Charlie Eastwood Tom van Rompuy           | Chevrolet Corvette Z06 GT3.R     | 192 |
| 25          | LMGT3 | 33  | TF Sport                  | Jonny Edgar Daniel Juncadella Ben Keating             | Chevrolet Corvette Z06 GT3.R     | 192 |
| 26          | LMGT3 | 85  | Iron Dames                | Rahel Frey Michelle Gatting Célia Martin              | Porsche 911 GT3 R LMGT3          | 192 |
| 27          | LMGT3 | 95  | United Autosports         | Sean Gelael Darren Leung Marino Satō                  | McLaren 720S GT3 Evo             | 192 |
| 28          | LMGT3 | 77  | Proton Competition        | Ben Barker Bernardo Sousa Ben Tuck                    | Ford Mustang GT3                 | 192 |
| 29          | LMGT3 | 10  | Racing Spirit of Léman    | Eduardo Barrichello Derek DeBoer Valentin Hasse-Clot  | Aston Martin Vantage AMR GT3 Evo | 192 |
| 30          | LMGT3 | 31  | The Bend Team WRT         | ---- Timur Boguslavskiy Augusto Farfus Yasser Shahin  | BMW M4 GT3                       | 191 |
| 31          | LMGT3 | 61  | Iron Lynx                 | Lin Hodenius Maxime Martin Christian Ried             | Mercedes-AMG GT3 Evo             | 191 |
| 32          | LMGT3 | 59  | United Autosports         | Sébastien Baud James Cottingham Grégoire Saucy        | McLaren 720S GT3 Evo             | 191 |
| 33          | LMGT3 | 60  | Iron Lynx                 | Matteo Cairoli Matteo Cressoni Claudio Schiavoni      | Mercedes-AMG GT3 Evo             | 191 |
| 34          | LMGT3 | 88  | Proton Competition        | Stefano Gattuso Giammarco Levorato Dennis Olsen       | Ford Mustang GT3                 | 191 |
| Ausgefallen |       |     |                           |                                                       |                                  |     |
| 35          | LMGT3 | 21  | Vista AF Corse            | François Hériau Simon Mann Alessio Rovera             | Ferrari 296 GT3                  | 119 |
| 36          | LMGT3 | 27  | Heart of Racing Team      | Mattia Drudi Ian James Zacharie Robichon              | Aston Martin Vantage AMR GT3 Evo | 49  |

### Nur in der Meldeliste
Zu diesem Rennen sind keine weiteren Meldungen bekannt.

### Klassensieger
| Klasse | Fahrer        | Fahrer             | Fahrer                | Fahrzeug                | Platzierung im Gesamtklassement |
| ------ | ------------- | ------------------ | --------------------- | ----------------------- | ------------------------------- |
| LMH    | James Calado  | Antonio Giovinazzi | Alessandro Pier Guidi | Ferrari 499P            | Gesamtsieg                      |
| LMGT3  | Ryan Hardwick | Richard Lietz      | Riccardo Pera         | Porsche 911 GT3 R LMGT3 | Rang 19                         |

### Hypercar-Balance-of-Performance
| Fahrzeug                            | Mindestgewicht | Max. Leistung | Max. Energiemenge pro Stint | Leistungsänderung ab 250 km/h | Hybridboost ab | Handicap Nachtanken |
| ----------------------------------- | -------------- | ------------- | --------------------------- | ----------------------------- | -------------- | ------------------- |
| Cadillac V-Series.R (LMDh)          | 1041 kg (+ 11) | 510 kW (+ 7)  | 907 Megajoule (+ 8)         | - 2,8 % (- 5,4)               | –              | 1 Sekunde           |
| Ferrari 499P (LMH)                  | 1045 kg (+ 8)  | 508 kW (+ 7)  | 900 Megajoule (+ 3)         | - 1,8 % (- 3,0)               | 190 km/h       | 1,2 Sekunden        |
| Peugeot 9X8 2024 (LMH)              | 1030 kg (- 1)  | 520 kW        | 903 Megajoule (- 6)         | - 5,4 % (- 0,2)               | 190 km/h       | 1,2 Sekunden        |
| Porsche 963 (LMDh)                  | 1053 kg (- 11) | 503 kW (- 3)  | 904 Megajoule (- 5)         | + 1,2 % (+ 0,2)               | –              | 1 Sekunde           |
| Toyota GR010 Hybrid (LMH)           | 1065 kg (+ 1)  | 500 kW (- 3)  | 907 Megajoule (- 1)         | + 3,6 % (+ 0,2)               | 190 km/h       | 1,2 Sekunden        |
| BMW M Hybrid V8 (LMDh)              | 1042 kg (+ 5)  | 513 kW (+ 7)  | 907 Megajoule (+ 5)         | - 2,4 % (+ 1,6)               | –              | 1 Sekunde           |
| Alpine A424 (LMDh)                  | 1042 kg (- 2)  | 519 kW (+ 11) | 907 Megajoule (+ 4)         | - 2,8 % (- 0,2)               | –              | 1 Sekunde           |
| Aston Martin Valkyrie AMR-LMH (LMH) | 1051 kg (+ 9)  | 505 kW (+ 1)  | 900 Megajoule (+1)          | - 0,4 %                       | –              | –                   |

### Renndaten
- Gemeldet: 36
- Gestartet: 36
- Gewertet: 30
- Rennklassen: 2
- Zuschauer: unbekannt
- Wetter am Rennwochenende: warm und trocken
- Streckenlänge: 4,933 km
- Fahrzeit des Siegerteams: 6:00:28,365 Stunden
- Runden des Siegerteams: 212
- Distanz des Siegerteams: 1045,796 km
- Siegerschnitt: unbekannt
- Pole Position: Antonio Giovinazzi – Ferrari 499P (#51) – 1:28,920 = 198,700 km/h
- Schnellste Rennrunde: unbekannt
- Rennserie: 2. Lauf zur FIA-Langstrecken-Weltmeisterschaft 2025